# Адміністративний устрій Новоазовського району
Адміністративний устрій Новоазовського району — адміністративно-територіальний поділ Новоазовського району Донецької області на 1 міську раду, 1 селищну раду та 8 сільських рад, які об'єднують 40 населені пункти та підпорядковані Новоазовській районній раді. Адміністративний центр — місто Новоазовськ.

## Список радНовоазовського району
| №  | Назва                         | Центр              | Населені пункти                                                              | Площа км² | Місце за площею | Населення (2001), чол. | Місце за населенням |
| -- | ----------------------------- | ------------------ | ---------------------------------------------------------------------------- | --------- | --------------- | ---------------------- | ------------------- |
| 1  | Новоазовська міська рада      | м. Новоазовськ     | м. Новоазовськ с. Гусельщикове с. Козлівка с. Самсонове                      |           |                 |                        |                     |
| 2  | Сєдовська селищна рада        | смт Сєдове         | смт Сєдове с-ще Обрив                                                        |           |                 |                        |                     |
| 3  | Безіменська сільська рада     | с. Безіменне       | с. Безіменне с. Веденське с. Качкарське с. Митьково-Качкарі с. Роза          |           |                 |                        |                     |
| 4  | Козацька сільська рада        | с. Козацьке        | с. Козацьке с. Порохня с. Шевченко                                           |           |                 |                        |                     |
| 5  | Красноармійська сільська рада | с. Красноармійське | с. Красноармійське с. Куликове с. Октябр                                     |           |                 |                        |                     |
| 6  | Приморська сільська рада      | с. Приморське      | с. Приморське с. Набережне с. Первомайське с. Соснівське с. Українське       |           |                 |                        |                     |
| 7  | Розівська сільська рада       | с. Рози Люксембург | с. Рози Люксембург с. Веселе с. Кузнеці с. Маркине с. Патріотичне с. Холодне |           |                 |                        |                     |
| 8  | Самійлівська сільська рада    | с. Самійлове       | с. Самійлове с. Ванюшкине с. Клинкине с. Ковське с. Щербак                   |           |                 |                        |                     |
| 9  | Саханська сільська рада       | с. Саханка         | с. Саханка с. Дзержинське с. Ленінське                                       |           |                 |                        |                     |
| 10 | Хомутівська сільська рада     | с. Хомутове        | с. Хомутове с. Бессарабка с. Вітава с. Сєдово-Василівка                      |           |                 |                        |                     |